# Ніна Кеннеді
Ніна Кеннеді (англ. Nina Kennedy, нар. 5 квітня 1997) — австралійська легкоатлетка, яка спеціалізується в стрибках з жердиною.

## Спортивні досягнення
Бронзова призерка чемпіонату світу (2022).
Учасниця Олімпійських ігор (2021), на яких не пройшла далі кваліфікаційних змагань.
Фіналістка (8-е місце) чемпіонату світу в приміщенні (2018).
Чемпіонка (2022) та бронзова призерка (2018) Ігор Співдружності.
Фіналістка (4-е місце) чемпіонату світу серед юніорів (2014).
Фіналістка (5-е місце) чемпіонату світу серед юнаків (2013).